# Huesa del Común
Huesa del Común ist eine spanische Gemeinde in der Provinz Teruel, die zur Autonomen Region Aragonien gehört. Sie ist Teil der Comarca (Kreis) Cuencas Mineras. 2024 hatte die Gemeinde 57 Einwohner. Zur Gemeinde gehört neben dem gleichnamigen Hauptort die Ortschaft Rudilla. 

## Lage
Huesa del Común liegt circa 68 Kilometer nordnordöstlich der Provinzhauptstadt Teruel in einer Höhe von ca. 870 m. 

## Bevölkerungsentwicklung
| Jahr      | 1970 | 1981 | 1991 | 2001 | 2011 | 2021 |
| Einwohner | 339  | 230  | 155  | 136  | 86   | 73   |

## Sehenswürdigkeiten
- Burgreste von Peñaflor
- Michaeliskirche

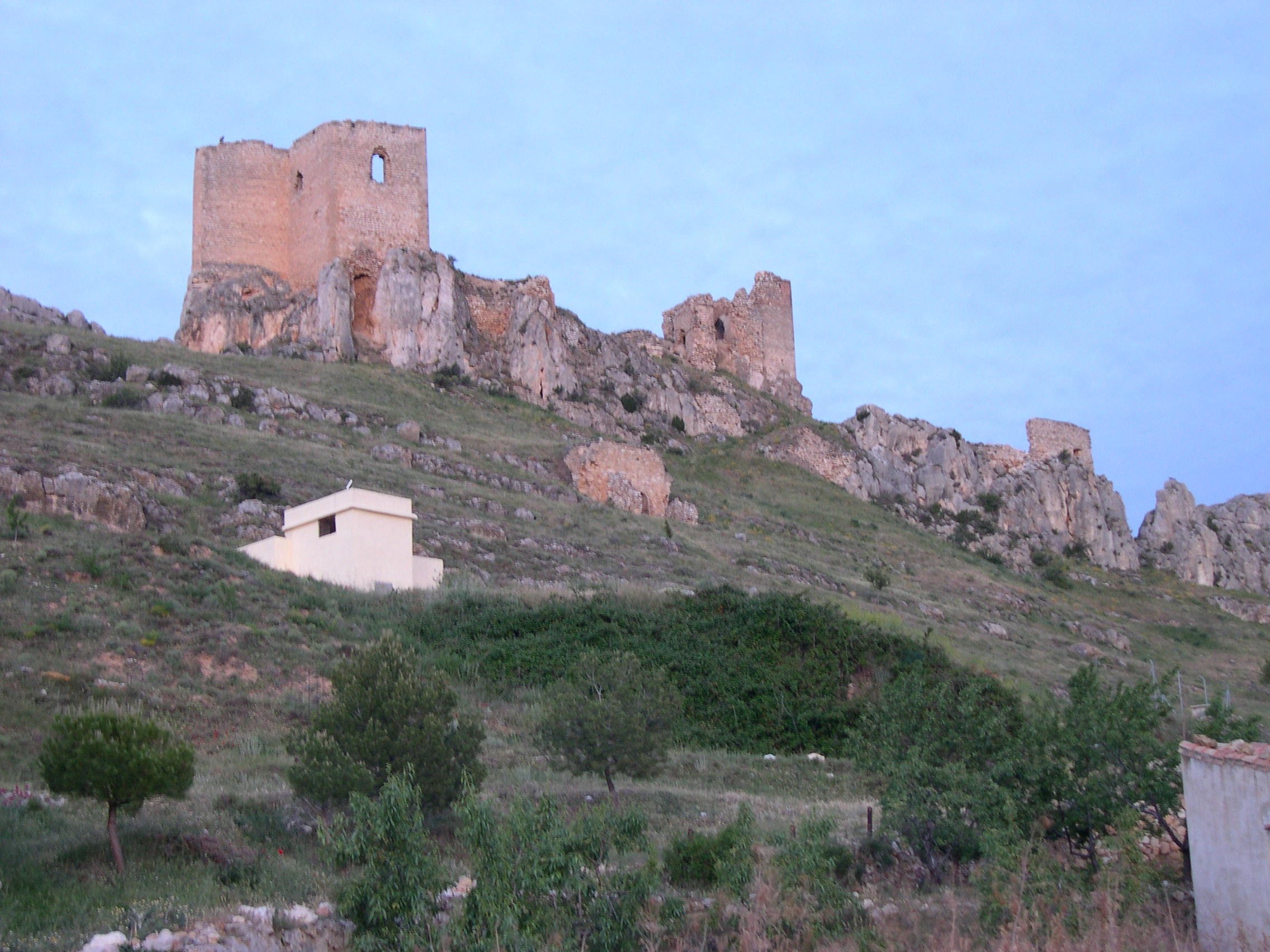
Burgreste

## Persönlichkeiten
- Ignacio Fleta (1897–1977), Gitarrenbauer